# Хана Мацури
Фестиваль цветов (яп. 花祭 Хана Мацури) — японский праздник, посвящённый дню рождения Будды. Проходит ежегодно 8 апреля. Нынешнее название появилось в период Мэйдзи, в прошлом праздник назывался буссёэ (яп. 仏生会) или камбуцуэ (яп. 灌仏会). Является одним из трёх важнейших буддистских праздников.

## История праздника
Праздник был заимствован из Китая. Согласно Нихон сёки, впервые день рождения Будды (под названием камбуцуэ) отмечался в 606 году в храме Гэнкодзи (провинция Ямато) во время правления императрицы Суйко.
В современном виде Хана мацури стали праздновать в период Мэйдзи (1868—1912). Первое известное празднование состоялось в парке Асакуса в Токио в 1912 году.

## Особенности
В день праздника каждый буддийский храм устанавливает особый алтарь, обрамлённый цветами. Посреди него помещают чашу-бассейн, в которой расположена статуя новорождённого Будды. Посетители, используя специальный длинный ковшик, льют на голову святыни воду или аматя (чай, заваренный из листьев гортензии). Традиционно для омовения статуи используется 5 видов ароматизированной воды.
Сегодня во многих городах Японии в этот день улицы украшают цветами, и проходят праздничные шествия, участники которых одеты в традиционные кимоно.